# Oliemarkt
De oliemarkt is de internationale termijnmarkt voor ruwe en intermediare (dat wil zeggen gefractioneerde) aardolie waar dagelijks de prijzen voor de verschillende soorten olie worden bepaald.

## Internationale markten
De internationale handel in ruwe aardolie, evenals die van de intermediaire aardolieproducten en die van de afgewerkte producten, is op twee markten gecentraliseerd. Namelijk op de 'New York Mercantile Exchange' in New York en 'ICE' in Londen. De waarde van de verschillende ruwe aardoliën wordt 24 uur op 24, 7 dagen op 7 bepaald. In Europa onderhandelen traders ‘s morgens met Azië en na de opening van de markt in New York met de Verenigde Staten. Het transactiesysteem is vergelijkbaar met dat van de financiële markten. Er bestaat ook een termijnmarkt zoals bij de financiële markten. Op deze markt wordt de ruwe aardolie verkocht of gekocht  met verschillende leveringstermijnen. Hetzelfde geldt voor de tussenproducten zoals nafta of kerosine, en voor afgewerkte producten zoals brandstoffen, onder andere dieselolie of (zware) stookolie. 
Met andere woorden: Alles wat afgeleid is van een ruwe aardolie kan verkocht worden, met inbegrip van de resten.

## Waardering van de olie
De waardering steunt op de soort van ruwe aardolie, zoals Brent, Arabian Light, West Texas Intermediate (WTI), enzovoort. De waarde van een bepaalde hoeveelheid ruwe aardolie houdt rekening met de 'Free On Board' (vrij aan boord) prijs van deze ruwe aardolie, vermeerderd met de vervoerskosten, de verzekering, verliezen, de raffinagekosten en een winstmarge voor raffinaderijen. Zodoende is er altijd een correlatie tussen de prijs van de afgewerkte producten en de 'Free On Board' prijs van ruwe aardolie. Zoals op de aandelenmarkten gebeuren de transacties tussen makelaars telefonisch of via internet.

## Bepaling van de olieprijs
Olie kan meermaals verhandeld worden tussen het ogenblik dat de olie opgeslagen wordt in de terminal van de vertrekhaven en de levering aan de verbruiker. Deze transacties gebeuren via makelaars van de oliemaatschappijen, via onafhankelijke makelaars, of via beide. Voor de oliemaatschappijen is het belangrijk om een bepaalde kwaliteit olie zo goed mogelijk te kennen op een bepaald tijdstip. Gebaseerd op de kwaliteit van aardolie en volgens een bepaalde raffineringsstructuur, kan men de hoeveelheid propaan, butaan, benzine, kerosine, dieselolie, huisbrandolie en stookolie evalueren die men kan produceren, en dus ook de prijs van deze aardolie (rekening houdende met zijn kosten van raffinage en vervoer, winstmarge, enz.). De marktprijzen worden dagelijks door “Platts Oilgram” gepubliceerd.

## Oorzaken van prijsschommelingen
De olieprijs fluctueert zeer vaak. Dit is te wijten aan verschillende factoren zoals dagelijkse productie met overschot of tekorten, een politieke crisis in een land, stormen, terrorisme, oorlog enz. Een kouder of warmer seizoen in de Verenigde Staten of in Europa is voldoende om de prijs van de huishoudelijke brandstof met een tiental procent te verhogen of te verlagen, dit zal ook invloed hebben op de prijs van de ruwe aardolie. Een ander probleem dat de prijzen doet schommelen is de voorraad in geval van oorlog. In de meeste landen vereist de wet dat de raffinaderijen een ruwe aardolievoorraad, of zijn equivalente hoeveelheid in afgewerkte producten, bezitten van ten minste drie maanden nationaal verbruik. Om zo te vermijden dat in geval van oorlog het leger een tekort zou hebben aan brandstof. Dit, en speculatie op de markt, zijn de belangrijkste factoren die de prijs van ruwe aardolie bepalen.